# Детска игра (филм)
„Детска игра“ (на английски: Child's Play) е американски слашър филм на ужасите от 1988 г.

## Сюжет
Внимание:  Текстът по-долу разкрива сюжета на произведението (или части от него)!
Сериен убиец и вуду практикуващ на име Чарлс Лий Рей е смъртоносно ранен и прехвърля душата си чрез вуду ритуал в кукла с детски размери „Добро момче“. Куклата е открита от бездомник, който я продава на Карън Баркли. Тя я подарява на сина си Анди за рождения му ден. Чъки трябва да напусне куклата преди прехвърлянето да стане постоянно, като за целта трябва да премине в тялото на този, който знае тайната му – Анди.

## Актьорски състав
- Били Бойд – Чарлс Лий Рей/гласът на Чъки
- Алекс Винсънт – Анди Баркли
- Катерин Хикс – Карън Баркли
- Крис Сарандън – детектив Майк Норис
- Дина Маноф – Маги Питърсън